# Акты Виленской археографической комиссии
Акты Виленской Археографической комиссии (38 томов, 1865—1915) — сборник исторических документов по политической и экономической истории бывшего Великого княжества Литовского (в основном относятся к территориям современных Литвы и Белоруссии) из фондов Виленского центрального архива и архивов северо-западных губерний Российской империи. Охватывает актовый материал и другие источники по истории Великого княжества Литовского и смежных с ним владений за 1387—1710. Является ценным источником для исследования истории Литвы, Белоруссии и литовско-польского периода на Украине.
Документы подобраны по формальному признаку. Тома 1, 2, 9, 17, 18, 21, 22 содержат материалы земских и уездных судов. Эти материалы освещают различные аспекты истории Литвы XV-XVIII веков — состояние земледелия, скотоводства и промыслов, правовое положение крестьян в великокняжеских, частных и церковных владениях, социальное расслоение, повинности и др. В 35 и 38 томах опубликованы инвентарные списки староств, имений и сел XVIII века. Тома 3-8, 23-24, 26-28, 30, 32, 36 содержат материалы городских судов и магистратов Минска, Гродно, Вильнюса, Бреста и других, в которых есть сведения о городском самоуправлении, положение различных слоев населення, состояние ремёсел и торговли, экономические связи городов и тому подобное. Отдельные тома посвящены Унии (16), войне Польши и России за Украину в 1654—1667 (34), войне 1812 года (35) и другим темам.